# 지극히 거룩하신 구속주의 아들들회
지극히 거룩하신 구속주의 아들들회(라틴어: Filii Sanctissimi Redemptoris)는 교회법적으로 애버딘 교구에 속한 스코틀랜드 오크니 제도의 파파스트론세이 섬과 뉴질랜드 크라이스트처치에 본부를 두고 있는 가톨릭 수도회이다. 약칭은 F.SS.R.이며, 트란살피나 구속주회 또는 간단히 아들들회라고도 불린다. 비록 구속주회와는 어떠한 연관성도 없지만, 이들의 규칙은 성 알폰소 리구오리의 규칙서를 기반으로 하고 있다.

## 역사
이 회는 당초 1988년 8월 2일 마이클 메리 심 신부에 의해 성 비오 10세회에 소속된 가톨릭 전통주의 구속주회 공동체인 ‘트란살피나의 지극히 거룩하신 구속주회’(C.SS.R.)로 창설된 것이 시초이다. 1987년 12월 3일 마르셀 르페브르 대주교는 공식적으로 이 회의 설립을 인가하고 강복해 주었다.
이들 회의 본원은 영국 켄트주 세페이 섬에 있는 티 없으신 통고의 성모 성심 수도원이었으나, 1994년 프랑스 오트마른주 쟁빌에 있는 영원한 도움의 성모 수도원으로 이전하였으며, 1999년 3월 11일 다시 파파스트론세이 섬으로 이전하였다. 이들은 이곳에 골고타 수도원을 세웠고, 1982년 이후 월간지 가톨릭을 출판하고 있다.
2007년 7월 공동체는 뉴질랜드 크라이스트처치에 두 번째 수도원을 설립했다.
2008년 6월 공동체는 교황청에 화해를 요청했고, 교황 베네딕토 16세는 이들이 가톨릭교회 안에서 법적으로 허용되었다고 선언하면서 받아들였다. 이들이 입장을 재고하게 된 주요 동기는 자의교서 《교황들》(Summorum Pontificum)이었다. 공동체 회원 대부분은 이를 수락했고, 그 외 나머지는 성 비오 10세회에 계속 남았다. 하지만 교회법에 따라 창설된 공동체가 아니었기 때문에 수년 동안 파파스트론세이 섬과 스트론세이 섬 두 곳에서만 미사를 드리는 것으로 제한되었다.
이들은 공식적으로 명칭을 지극히 거룩하신 구속주의 아들들회로 바꾸고 다른 구속주회 공동체와 좀 더 명확히 구별되기 위해 자신들의 수도복을 약간 바꾸었다.
2012년 8월 15일 15명의 수도 공동체가 애버딘의 주교 휴그 길버트에 의해 교구 단체로써 교회법적 인가를 받았다. 2013년 6월 로마에서 두 명의 회원이 사제로 서품되었다. 2001년 파파스트론세이 섬의 인구는 10명이지만 2011년 통계조사에서는 상시 거주인이 0명으로 나왔다. 그렇지만 파파 스트론세이 섬은 여전히 모원으로 남아 있다.

## 같이 보기
- 스코틀랜드의 로마 가톨릭교회